# Esperanza Martínez-Romero

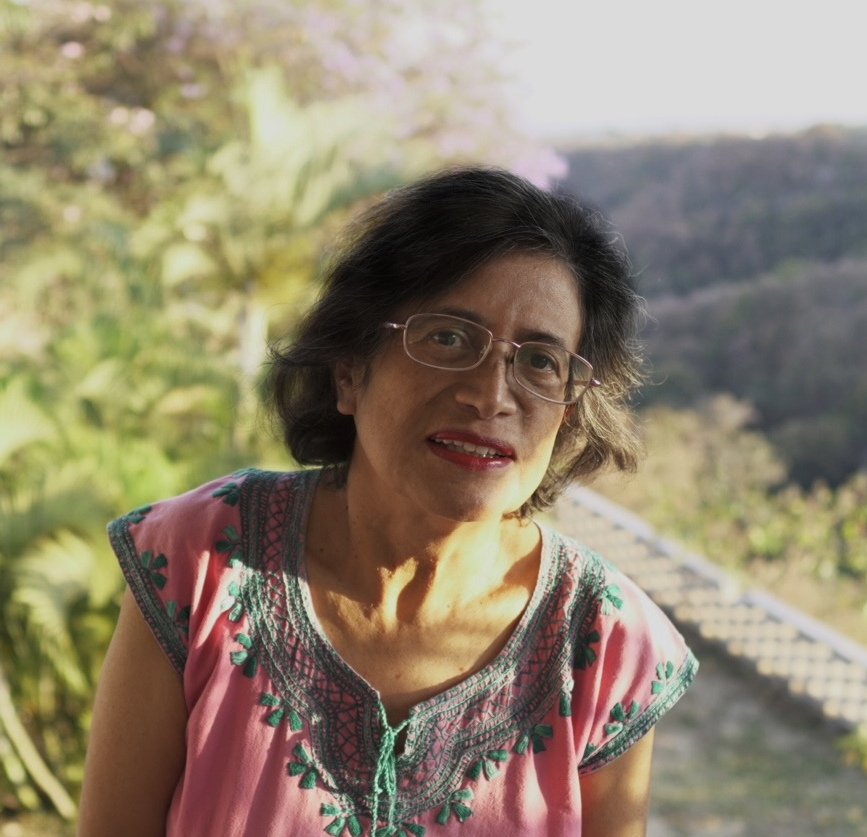
Esperanza Martínez-Romero

María Esperanza Martínez Romero (* 25. August 1957 in Mexiko-Stadt) ist eine mexikanische Mikrobiologin und Genomforscherin, die durch ihre Arbeiten zur symbiotischen Interaktion von Pflanzen und nützlichen Bakterien bekannt ist. Sie wurde für ihre Forschungsleistungen mehrfach ausgezeichnet, darunter mit dem mexikanischen Nationalen Wissenschaftspreis (2019) und dem L’Oréal-UNESCO-Preis (2020).

## Leben
Martínez studierte Biomedizinische Grundlagenforschung an der Universidad Nacional Autónoma de México, wo sie ihr Bachelor-, Master- und Promotionsstudium abschloss.
Anschließend arbeitete sie als Postdoktorandin am Institut national de la recherche agronomique in Toulouse, Frankreich. Forschungsaufenthalte führten sie zudem nach Schweden, Deutschland, Brasilien und Belgien sowie zu Sabbaticals an die University of California, Davis.
Ihr wissenschaftliches Interesse entwickelte sich aus der anfänglichen Faszination für Neurowissenschaften, die sie aus ethischen Gründen aufgab und stattdessen eine Karriere in der Pflanzenbiologie einschlug. Ihre Eltern, insbesondere ihr Vater mit seinen Büchern über Zoologie und ihre Mutter, eine Schulleiterin, prägten früh ihre wissenschaftliche Neugier.
Seit 2025 ist sie Leiterin des Zentrums für Genomwissenschaften der Universidad Nacional Autónoma de México in Cuernavaca.

## Wirken
Martínez ist für ihre Vorreiterrolle bei der Erforschung der Nutzung umweltfreundlicher Bakterien zur Unterstützung des Pflanzenwachstums bekannt. Ihre Forschung fokussiert sich insbesondere auf die symbiotischen Beziehungen zwischen Pflanzen und stickstofffixierenden Bakterien, vor allem Rhizobien, die sie eingehend auf molekularer und genomischer Ebene untersucht.
Im Jahr 1991 identifizierte sie die Bakterienart Rhizobium tropici, die auch unter extremen Bodenbedingungen, wie hoher Säure, Metallbelastung oder hohen Temperaturen, effektiv Stickstoff für Leguminosen liefern kann. Diese Entdeckung führte dazu, dass Rhizobium tropici heute weltweit als bevorzugter Bioinokulant von Landwirten genutzt wird.
Martínez erforschte überdies symbiotische Beziehungen zwischen Mikroorganismen und einheimischen mexikanischen Insekten wie der Cochenilleschildlaus und Termiten, die essenzielle Vitamine und Aminosäuren für ihre Wirte bereitstellen und dabei Stickstoff fixieren.
Neben ihrer wissenschaftlichen Tätigkeit setzt sie sich für die Förderung nachhaltiger landwirtschaftlicher Praktiken ein, etwa durch Arbeitskreise und Vorträge für Kleinbauern sowie durch ihren praktischen Leitfaden zur Nutzung von Biofertilisatoren.
Sie ist Mitglied verschiedener wissenschaftlicher Gremien, war Herausgeberin von Fachzeitschriften und ist Fürsprecherin einer verstärkten Beteiligung von Frauen in der Wissenschaft. Ihre Arbeiten werden international häufig zitiert, und sie gilt als eine der einflussreichsten Wissenschaftlerinnen ihres Fachgebiets.
Martínez erhielt zahlreiche Preise, darunter den Nationalen Wissenschaftspreis Mexikos (2019), den L’Oréal-UNESCO-Preis (2020) und sie wurde von der Akademie Mexikanischer Wissenschaften mehrfach ausgezeichnet.